# Tungstênio (filme)
Tungstênio é um filme brasileiro dirigido por Heitor Dhalia, baseado no quadrinho homônimo de Marcello Quintanilha. O filme foi lançado no dia 21 de junho de 2018. O elenco do longa tem Fabrício Boliveira, Samira Carvalho, José Dumont e Wesley Guimarães. A narração é de Milhem Cortaz. O roteiro de Tungstênio é de autoria do próprio Marcello Quintanilha, que trabalhou aqui ao lado dos escritores e roteiristas Marçal Aquino e Fernando Bonassi.

## Sinopse
Ney, um ex-sargento saudosista dos tempos passados no quartel. É ele quem fica indignado e passa a cobrar ações contra a pesca ilegal que ocorre por meio de bombas nos arredores do Forte de Monte Serrat, em Salvador, na Bahia. Nesse contexto, o espectador também se depara com Richard (Fabrício Boliveira), um policial movido por seus instintos; Keira (Samira Carvalho), esposa ferida que expressa em discurso o desejo de abandonar o marido; e Caju (o estreante Wesley Guimarães), um pequeno traficante de drogas.

## Elenco
| Atores             | Personagem | Função    |
| ------------------ | ---------- | --------- |
| Fabrício Boliveira | Richard    | Principal |
| Samira Carvalho    | Keira      | Principal |
| José Dumont        | Seu Ney    | Principal |
| Wesley Guimarães   | Caju       | Principal |
| Jean Pedro         | Soldado    | Principal |

## Recepção
O filme recebeu críticas mistas da cobertura especializada brasileira. Ygor Pires, do website Cinema com Rapadura afirmou que o longa "(...) apresenta resultados instáveis: tem, simultaneamente, um estilo visual muito marcante e um ineficaz desenvolvimento de temas e personagens."
No portal Papo de Cinema, Tungstênio tem uma média de 5,8 de 10, baseado em cinco críticas. No AdoroCinema, compilando notas atribuídas em diversos veículos, incluindo jornais de grande circulação como O Globo e O Estado de S. Paulo, o filme possui uma média de 2,7 de cinco, com base em sete comentários de críticos.